# Mitromorpha axiscalpta
Mitromorpha axiscalpta é uma espécie de gastrópode do gênero Mitromorpha, pertencente a família Mitromorphidae.